# Urosalpinx circumtexta
Urosalpinx circumtexta is een slakkensoort uit de familie van de Muricidae. De wetenschappelijke naam van de soort is voor het eerst geldig gepubliceerd in 1871 door Stearns.